# The Brainiac
The Brainiac este un film de groază britanic din 1962, regizat de Chano Urueta. Rolul principal este interpretat de actorul Abel Salazar.

## Distribuție
- Abel Salazer
- Ariadna Welter
- David Silva
- Germán Robles
- Luis Aragon